# Астролит
Астролѝтът (на английски: Astrolite) е течен смесен експлозив с голяма мощност и висока скорост на детонация. Изобретен е през 60-те години на XX век от Джералд Хърст, химик в компанията „Атлас Паудер“ (Atlas Powder Company). Астролитът е регистрирана търговска марка. Използван e в промишлеността и строителството, но e заменен от по-евтини и безопасни експлозивни състави.
Семейството Astrolite се състои от две съединения, Astrolite G и Astrolite A. И двете са високоексплозивни смеси от две части в течно състояние, съставени от окислител на амониев нитрат и хидразин ракетно гориво. 

## Състав, свойства и видове
Астролитът се състои от амониев нитрат като окислител и хидразин като гориво в тегловно съотношение 2:1, с което се получава високоексплозивна течна смес. Забележително свойство на астролита е неговата висока устойчивост на течно експлозивно съединение. Поради ниската си летливост, той може да бъде разпръснат в дадена област, абсорбиран в земята и все пак да запази пълните си експлозивни характеристики за период от приблизително 4 дни. Това се оказа вярно дори когато дъждовната вода също е била погълната от земята.
Астролитът е обстойно проучен, произвеждан и използван в много страни поради неговите предимства висока енергия, отлична производителност и широко приложение. Все още намира известна употреба в търговски и граждански приложения за взривяване, но най-вече е заменен от по-евтини и по-безопасни съединения, до голяма степен поради цената и изключително отровния характер на хидразиновия компонент.
Двата най-известни вида са „Астролит G“ и „Астролит A“.

### Астролит G
Астролит G е най-разпространеният вид. Представлява бистра, вискозна течност, приблизително с консистенцията на моторно масло. Това е относително стабилно (вторично) силно експлозивно съединение, изискващо взривна капсула, за да детонира. Има скорост на детонация от приблизително 8600 m/s, два пъти по-висока от експлозивната сила на тротила (TNT). Той е широко наричан „най-мощният неядрен експлозив в света“ поради сравнението на скоростта му на детонация с тази на експлозивите от първо и второ поколение като нитроглицерин и TNT. Силно експлозивните съединения от сегашно поколение като пентаеритритол тетранитрат (PETN) и хексоген (RDX) могат да имат сравними скорости на детонация и яркост с Астролит G. Астролит G запазва експлозивните си свойства 5 дни след производството. Има висока токсичност.

### Астролит А
Астролит A е смес от Астролит G с фин алуминиев прах. Това умерено увеличава плътността, експлозивния блясък на сместа и нейната обща ефективност на разрушаване или технически наречена бризантност. Има по-ниска скорост на детонация (приблизително 7600 m/s), но поради по-голямата си плътност и блясък има по-голяма ефективност на приложение (тротилов еквивалент).